# Флоріка (Каушенський район)
Флоріка (рум. Florica) — село в Молдові в Каушенському районі. Входить до складу комуни, адміністративним центром якої є село Кошкалія.
| Молдова | Це незавершена стаття з географії Молдови. Ви можете допомогти проєкту, виправивши або дописавши її. |